# Grin and Bear It (album)
Grin and Bear It è il secondo album in studio della band heavy metal statunitense Impellitteri, pubblicato il 23 settembre 1992 per la JVC.

## Tracce
1. When the Well Runs Dry – 3:58
2. Ball and Chain – 3:29
3. Wake Up Sally – 5:24
4. Power of Love – 4:17
5. Under the Gun – 4:02
6. Endless Nights – 4:21
7. City's on Fire – 4:37
8. Grin and Bear It – 4:27
9. Dance – 4:50

## Formazione
- Chris Impellitteri – chitarra
- Ken Mary – batteria
- Rob Rock – voce
- Chuck Wright – basso